# Birkir Kristinsson
Birkir Kristinsson (Vestmannaeyjar, 15 agosto 1964) è un ex calciatore islandese, di ruolo portiere.

## Biografia
Il 24 giugno 2014, venne riportata la notizia di una sua condanna a cinque anni di reclusione per illeciti di natura economica.

## Carriera

### Club
Kristinsson cominciò la carriera con la maglia dell'Einherji, per poi passare al KA Akureyri e allo ÍA Akranes. Dopo aver militato nelle file del Fram Reykjavík, si trasferì ai norvegesi del Brann. Kristinsson debuttò nella Tippeligaen in data 21 aprile 1996, in occasione della vittoria per 0-2 sul campo del Vålerenga. Nel 1998, passò agli svedesi del Norrköping e, nello stesso anno, agli inglesi del Bolton.
Fece poi ritorno in Islanda, per giocare nello ÍBV Vestmannæyja: vi rimase per un biennio, intervallato da un'esperienza all'Austria Lustenau. Nel 2000, passò allo Stoke City, disputando 18 incontri con la maglia dei Potters. Nel 2001, tornò allo ÍBV Vestmannæyja e vi restò fino al 2005, quando si ritirò dall'attività agonistica.

### Nazionale
Giocò 74 partite per l'Islanda, tra il 1988 e il 2004.